# Ramón Osni Moreira Lage
Ramón Osni Moreira Lage, meglio noto come Ramón (Nova Era, 24 maggio 1988), è un ex calciatore brasiliano, di ruolo centrocampista.

## Carriera

### Club
Ha giocato nella massima serie dei campionati brasiliano, russo e giapponese.